# Anne-Marie Brunius
Anne-Marie Brunius (24 de setembre de 1916 – 10 de novembre de 2002) fou una actriu cinematogràfica de nacionalitat sueca.
El seu nom complet era Anne-Marie Pauline Brunius, i va néixer a la parròquia d'Oscars, Estocolm, Suècia. Els seus pares eren els actors i directors de teatre John W. Brunius i Pauline Brunius. El seu germà Palle Brunius també fou director de teatre.
Va debutar al Teatre Oscar el 1930 i va participar en varies pel·lícules, incloent Hasse Ekman's Girl and Hyacinth. Brunius també va gravar alguns registres de gramòfon durant la dècada de 1930. Més tard va viure a Anglaterra i als Estats Units.
Va estar casada amb l'empresari Vernon Parry (nascut el 1907) a partir de 1937 i van tenir unl fill Ronald, nascut el 1937. La segona vegada que es va casar, fou l'any 1960 amb Olof Sundberg (nascut el 1903), però es va convertir en vídua el 1963.
Va morir a Åkersberga, Suècia el 10 de novembre del 2002.

## Selecció de la seva filmografia
- The Birds and the Bees (1956)
- Flicka och hyacinter (1950)
- Bröllopsresan (1936)
- Ungdom av idag (1935)
- Äventyr i pyjamas (1935)
- Uppsagd (1934)
- Unga hjärtan (1934)
- Farmors revolution (1933)
- Djurgårdsnätter (1933)
- Vi som går köksvägen (1932)
- Doktorns hemlighet (1930)
- Vi två (1930)
- Karl XII del II (1925)
- Herr Vinners stenåldersdröm (1924)